# ميخوط ذهبي
ميخوط ذهبي (الاسم العلمي:Myxobolus aureus) هو نوع من المواخط يتبع جنس الميخوط من الفصيلة الميخوطية.